# Devoir à la maison
 (juillet 2013).
Pour les articles homonymes, voir DM et DNS (homonymie).

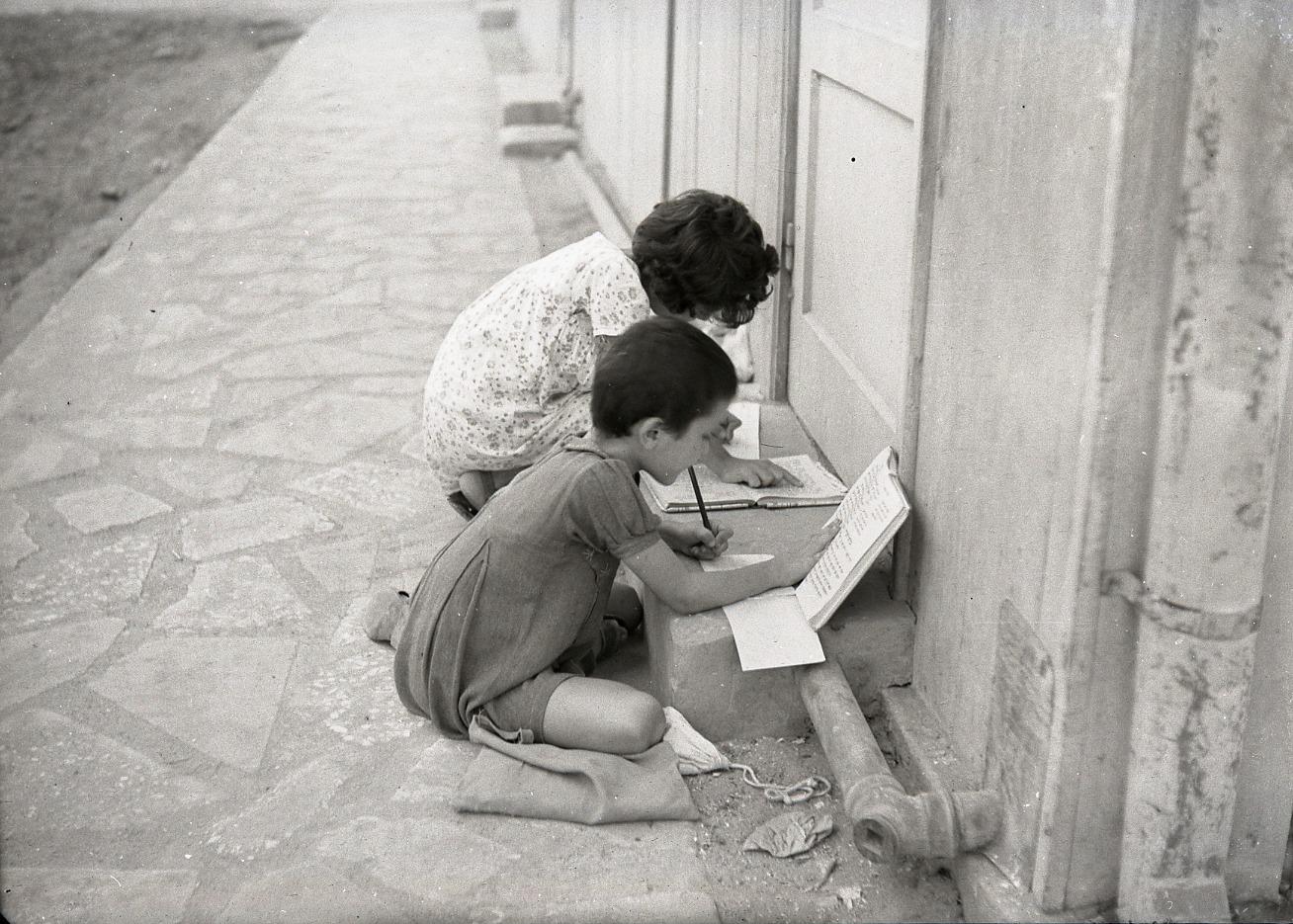
Enfants préparant leurs devoirs dans la rue, Tel Aviv 1954

Le devoir à la maison, couramment appelé DM ou même DNS (devoir non surveillé par opposition au devoir surveillé), est un travail écrit ou oral, facultatif ou obligatoire, demandé à un élève par un enseignant ou un parent, en dehors du temps scolaire. La définition officielle utilisée par le Haut Conseil d’évaluation de l’école en 2004 est : « tâches demandées aux élèves par leurs professeurs qui doivent être faites en dehors des heures de cours ». Au-delà du primaire, un devoir à la maison est un travail de recherche, de mémorisation ou d'application des connaissances, effectué par un élève dans le cadre de ses études. Cela exclut par conséquent toute tâche que l'enfant déciderait d'effectuer de sa propre initiative, tout cours de soutien effectué en dehors de l'école ainsi que les exercices de type cahier de vacances.

## En Belgique
La Communauté française de Belgique qui exerce les compétences en matière d'enseignement a réglementé par décret, en 2001, la durée, le contenu et l’évaluation des devoirs à domicile dans l’enseignement primaire : interdits dans les deux premières années, ils  sont estimés à 20 minutes pour les 3e et 4e années et 30 minutes pour les 5e et 6e années.

## En France
En France, malgré les textes officiels, le bien-fondé de cette activité est aujourd'hui controversé, notamment pour les élèves de l'école primaire. En effet, ce débat a déjà suscité des mouvements de contestation avec par exemple « la quinzaine sans devoirs » décrétée en mars 2012 par la FCPE et l'Institut coopératif de l'école moderne.
Selon ses partisans, les devoirs à la maison ont pour but d'améliorer l'appropriation et la mémorisation des leçons, de favoriser l'autodétermination des comportements de l'élève et à prendre leurs responsabilités, et par le fait que les devoirs à la maison permettent l'existence d'un lien entre les familles et l'école, tout en incitant les parents à participer à la vie scolaire de l'enfant. Selon ses opposants ce travail d'autonomisation devrait être fait dans le cadre de l'établissement scolaire et non dans le cadre familial, source d'inégalité entre les élèves,,. D'autres font remarquer des risques de surmenage pour des enfants en pleine croissance qui ont déjà des journées très lourdes, et d'autre part des risques de conflits familiaux induits,,.
Historiquement, le travail individuel à effectuer en dehors de l'école est quelque chose d'assez récent. En effet, les travaux individuels visant à améliorer la mémorisation, la recherche ou encore l'autonomie existaient déjà par le passé, mais sous une forme différente de celle qu'on connaît aujourd'hui. Dans les collèges jésuites puis napoléoniens, il existait déjà une différence entre le temps de cours, qui comprenait les notions théoriques, et le temps d'études, qui lui était réservé à la mise en pratique des notions vues en temps de cours. Ainsi, à partir des années 1950, les heures de cours n'ont cessé d'augmenter, entre autres à cause de l'augmentation du nombre de matières, pour aboutir finalement à l'externalisation progressive des temps d'« études ».
C'est à partir de ces années 1950 que la législation française commencera à légiférer sur les devoirs à la maison. L'une des premières dispositions établies date de 1912 et n'était imputée qu'à l'Académie de la Haute-Marne. Il s'ensuit l'arrêté du 23 novembre 1956 et la circulaire du 29 décembre 1956 qui marquent l'intention nationale de légiférer sur les devoirs à la maison. Ces deux textes de loi sont souvent cités comme point de référence à tous les documents, rapports, arrêtés et circulaire qui suivront : Bulletin départemental N° 95 de l'Académie de Lille, dossier : Les devoirs à la maison, 50 ans de travail au noir. Depuis, ces décisions juridiques n'ont de cesse d'être rappelées, car non appliquées dans les faits, via différents arrêtés et circulaires dont ceux de 1958, 1964, 1994 et 2004. Dans ces différents textes sont rappelées clairement l'interdiction de prescrire des devoirs écrits aux élèves de cours élémentaire et la présence de temps d'étude, en présence de professeur, destinés à l’exécution de ces travaux écrits. Les tâches scolaires telles que les leçons à apprendre, les lectures, les recherches à effectuer, etc. restant autorisées et même encouragées par ces mêmes textes.

### École primaire
Compte tenu des interdictions faites aux enseignants de donner des devoirs écrits à la maison, de nombreuses circulaires encouragent les maîtres à limiter le travail à la maison pour les élèves de l'école primaire aux devoirs oraux, exercices de mémorisation (poésie), ou leçons à apprendre. Malgré la constance des textes officiels, de nombreux enseignants, souvent soutenus par des parents d'élèves, continuent de donner des devoirs écrits à l'école primaire.

### Collège et Lycée
Le devoir à la maison (ou DM) consiste à réaliser un ou plusieurs exercices portant sur un sujet du programme scolaire, visant à entraîner l'élève à utiliser les méthodes vues en classe, à préparer un cours en introduisant une nouvelle notion ou à effectuer des activités de recherches ou d'approfondissement sur un thème. 
Lorsque le sujet du devoir se présente sous la forme d'un unique exercice, est demandé de trouver, comprendre ou reproduire un raisonnement. Au Collège, la plupart de DM donnés sont en mathématiques.

## Notation
Lorsque le professeur demande aux élèves de rendre un DM, celui-ci peut faire l'objet d'une notation. Toutefois la notation d'un devoir à la maison diffère de celle d'un devoir surveillé. Le professeur, conscient du fait que certains élèves sont plus aidés chez eux que d'autres, peut soit donner une note (couramment sur une échelle de 0 à 20, ou même de 0 à 10) entrant dans la moyenne mais avec un faible coefficient (0,5 à 1 contre 2 à 4 pour un  DS), soit par une lettre, comptant comme appréciation (de A à E ou F) ou plus simplement une mention du type "Très bien", "Bien", "Assez Bien", "Médiocre" ou encore "Vu"...
Le système de notation   varie en fonction des établissements scolaires et des professeurs, qui appliquent la méthode qui leur convient.

## Pratiques communes
En règle générale, les devoirs, dans le monde occidental, se déroulent dans la chambre de l'élève, ce qui produit un espace à mi-chemin entre l'école et l'espace privé.
Il est possible qu'un élève, surtout au collège, se fasse aider par un système de tutorat. Ces aides peuvent être dispensées par un professeur (particulier), un proche parent, un ami ou des plates-formes spécialisées.
Bien que ces aides puissent être bénéfiques, notamment lors d'une difficulté passagère, certains élèves en abusent. Le fait de faire entièrement leurs devoirs par un élève réputé "meilleur" ou un proche ne les fait pas progresser[réf. nécessaire] et risque même de les rattraper au moment d'un devoir surveillé.

### Sur le web
Plusieurs sites web existent permettant aux élèves de trouver des travaux déjà réalisés par d'autres élèves ou étudiants (lycée, collège, supérieur…). D'autres sites mettent en place directement des plates-formes d'aide directe où plusieurs élèves peuvent s'entraider. D'autres sites web dans le domaine de l'éducation font régulièrement leur apparition.

## Sources
- Les devoirs à la maison, Ministère de l'Éducation Nationale (France)
- Le travail des élèves en dehors de la classe - État des lieux et conditions d'efficacité, Ministère de l'Éducation Nationale (France)
- Les travaux écrits des élèves en mathématiques au collège et au lycée, Inspection générale de l'Éducation nationale, groupe Mathématiques (France), 1997.
- Les devoirs à la maison. Philippe Meirieu. Syros 1995
- Les devoirs à la maison. Parents, enfants, enseignants : pour en finir avec ce casse-tête. Philippe Meirieu. Syros 2000.
- Rendre les élèves autonomes dans leurs apprentissages. En finir avec les devoirs à la maison. Alain Simonato. Chronique Sociale 2007.
- Le travail des élèves pour l'école en dehors de l'école. Rapport établi à la demande du Haut Conseil de l'Évaluation de l'École. Dominique Glasman et Leslie Besson, 2004.